# Карамзины
Карамзины́ — дворянский род татарского происхождения.
В официальном родословии отмечается происхождение фамилии от татарского мурзы по имени Кара Мурза (Кара Мирза). В XVI веке его потомки уже носили фамилию Карамзин, например Василий Карпович Карамзин (1534) под Костромой и Фёдор Карамзин (1600) в Нижегородском уезде. «Жалованы поместиями», то есть переведены в дворяне (1606). Этимология прозвища фамилии Карамза — Карамурза достаточно прозрачна: кара — «чёрный», мурза — «господин, князь».
По другой версии, легенда о татарском происхождении призвана «облагородить» род, который на самом деле мордовского происхождения и имя которого происходит от типичного мордовского имени Карамса (от эрз. карамс «выдолбить, отрыть, отковырять» и мокш. карамс «долбить», ковырять, рыть»).
Дворянский род происходит от жившего в конце XVI века Семёна Карамзина (ум. до 1606), сыновья Дмитрий, Томило и Курдюк служили в начале XVII века в Нижнем Новгороде. Дмитрий Семёнович нижегородец, дворянин, и сын боярский, ему дан поместный оклад (1606—1608), за службу при царе Василии Шуйском и подмосковную службу пожалован придачей к окладу (1606), за суздальскую и касимовскую службу пожалован придачею к окладу (1612, ум. 1634).
Сын Дмитрия Василий упоминается в списках служилых людей только однажды, в 1649 году. Его сын Пётр Васильевич участвовал и в Чигиринских, и в Крымских походах, а также служил в войсках на Украине, получив за службу чин стряпчего. Его сын Егор Петрович вступил в военную службу рядовым в 1704 году в возрасте 34 лет, но уже в 1709 году стал майором, с 1710 года 20 лет служил на Украине в ландмилиции, дослужился до полковника; за службу ему было пожаловано имение Знаменское (Карамзино) в Симбирском уезде Казанской губернии, где он жил до кончины в 1763 году. Его сын Михаил Егорович Карамзин дослужился до чина капитана армии и унаследовал имение от отца.
Потомком Семёна в седьмом поколении был историограф Николай Михайлович Карамзин. Его сыновья — Андрей, Александр и Владимир. Род Карамзиных внесён в VI, III и II части родословной книги Симбирской, Самарской, Курской, Нижегородской и Оренбургской губерний (Гербовник, V, 62).

## Представители
- Карамзин Дмитрий Семёнович — нижегородский городовой дворянин (1627—1629)[5].

- Карамзин, Николай Михайлович
  - Карамзина, Софья Николаевна (1802—1856)
  - Карамзина, Екатерина Николаевна (1806—1867) ∞ Пётр Иванович Мещерский
  - Карамзин, Андрей Николаевич (1814—1854) ∞ Демидова-Карамзина, Аврора Карловна. Внебрачная связь: Евдокия Петровна Сушкова (Ростопчина):
  - Карамзин, Александр Николаевич (1815—1888) ∞ Наталья Васильевна Оболенская
  - Карамзин, Владимир Николаевич (1819—1879) ∞ Александра Ильинична Дука
  - Карамзина, Елизавета Николаевна (1821—1891)
- Карамзин, Александр Николаевич (1850—1927) — внучатый племянник Николая Михайловича Карамзина, бугурусланский уездный предводитель дворянства.